# Genbukan
Vous pouvez aider à l'améliorer ou bien discuter des problèmes sur sa page de discussion.
- Il ne cite pas suffisamment ses sources. Vous pouvez indiquer les passages à sourcer avec {{référence nécessaire}} ou {{Référence souhaitée}}, et inclure les références utiles en les liant aux notes de bas de page. (Marqué depuis avril 2024)
- Certaines informations devraient être mieux reliées aux sources mentionnées dans la bibliographie ou les liens externes. Améliorez sa vérifiabilité en les associant par des références. (Marqué depuis avril 2024)
- Il ne s’appuie pas, ou pas assez, sur des sources secondaires ou tertiaires. (Marqué depuis avril 2024)

- Archive Wikiwix
- Bing
- Cairn
- DuckDuckGo
- E. Universalis
- Gallica
- Google
- G. Books
- G. News
- G. Scholar
- Persée
- Qwant
- (zh) Baidu
- (ru) Yandex
- (wd) trouver des œuvres sur Wikidata

Le Genbukan (玄武館) est une école d'arts martiaux traditionnels japonais. Genbukan signifie : « l'endroit où l'artiste martial s'éduque ». 

## Historique

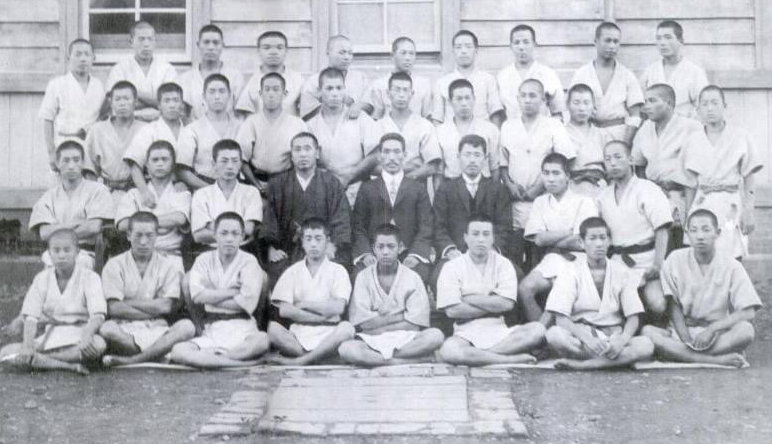
Classe de Tatsusaburo Nakayama à l'école Genbukan d'Ibaraki en 1908.

Des écoles Genbukan existaient déjà au début du XXe siècle.

## Structures contemporaines
La Genbukan World Ninpo Bugei Federation a été fondée en 1984 par Shoto Tanemura, son président actuel. Les termes « Genbukan World Ninpo Bugei Federation », son abréviation « GWNBF » et « Genbukan » peuvent être interchangés indifféremment. La GWNBF est une organisation internationale dont l'action s'étend dans plus de cent dojos dans le monde.
Tanemura sōke est également à la tête de trois organisations qui opèrent sous la férule du Hombu Dojo Genbukan au Japon :
- La Kokusai Jujutsu Renmei (KJJR), fondée en 1991 et dont le but est de transmettre et de préserver l'authentique jujutsu japonais, ainsi que les arts martiaux chinois reliés au jujutsu.
- La Japan Kobudo / Koryu World Federation (JKWF), fondée en 2004 afin d'assurer la pérennité des écoles anciennes d'arts martiaux japonais (ryū ha).
- L'Amatsu Tatara World Federation (ATWF), fondée en 2006 afin de transmettre l'enseignement spirituel à la source des arts martiaux et religieux japonais.

Le Genbukan Ninpo Bugei (玄武館忍法武芸) se divise en 36 catégories que l'on connait sous le nom de ninja sanjurokkei. L'accent est principalement mis sur le taijutsu, le bojutsu et le bikenjutsu, mais également sur le seishinteki kyoyo ou perfectionnement spirituel. L'étude comprend également, et de manière non-restrictive, le yumi, la naginata, le yari, le jutte, le kusari-gama, les shuriken, etc. On accorde au sein du Genbukan une importance particulière aux saluts (rei ho), car la salutation, l'étiquette et les bonnes manières ont toujours fait partie des anciennes coutumes.
Les disciplines qui constituent le taijutsu du Genbukan sont: le daken taijitsu, le ju taijutsu, le koppo jutsu, le kosshi jutsu et le taihen jutsu. Le daken taijustu est constitué des techniques de blocages et de frappes avec les poings, les pieds, les coudes, etc. ; le ju taijutsu sur les techniques de projections, de clés et d'étranglements ; le kosshi et le koppo jutsu sont des techniques basées sur l'art des points de pressions et de la structure osseuse, entre autres choses ; enfin, le taihen jutsu regroupe l'ensemble des techniques de déplacements et de mouvements permettant d'annuler ou d'échapper à une attaque ennemie.

## Enseignement

### Programme
Le cursus au sein du Genbukan Ninpo Bugei, a été élaboré à partir des écoles suivantes :
- Togakure Ryu
- Kumogakure Ryu
- Kukishin Ryu
- Gyokko Ryu
- Koto Ryu
- Gikan Ryu
- Shinden Fudo Ryu
- Takagi Yoshin Ryu
- Asayama Ichiden Ryu
- Yoshin Muso Ryu
- Tatara Shinden Ryu
- Iga Ryu
- Tenshin Ryu
- Daito Ryu
- Yagyu Shingan Ryu
- Mugen Shinto Ryu
- Kijin Chosui Ryu
- Tenshin Kyohyo Kukishin Ryu

### Grades
Les grades au sein du Genbukan, de la KJJR, du Koryu Karate et du Goshin jutsu (des sous-systèmes inclus dans la KJJR et le Genbukan) vont du 10e au 1er kyu (mu kyu), puis du 1er au 10er dan.
Les armes font l'objet d'un cursus séparé, dont la graduation se fait arme par arme, en suivant le système ancien de menkyo kaiden ou en suivant le système moderne, par kyu. L'usage d'un système dépend de l'école à laquelle on se rattache.